# Список зброї під набій 5,56×45 мм НАТО

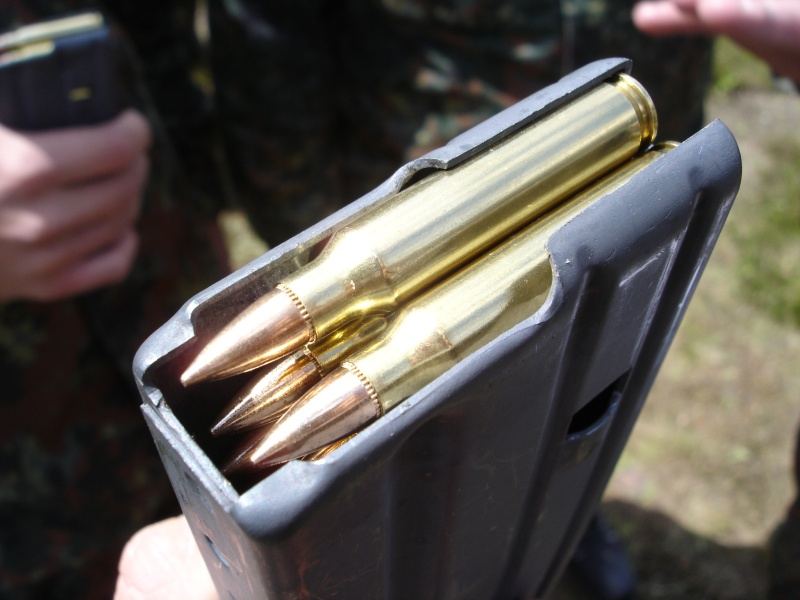
Набої 5.56 x 45 мм у магазині STANAG

Список стрілецької зброї під набій 5,56×45 мм НАТО. Цей набій використовується не тільки країнами-членами НАТО, але й іншими країнами.

## Європа
- Австрія: гвинтівка Steyr Scout, автоматична гвинтівка системи булпап Steyr AUG.
- Бельгія: автоматичні гвинтівки CAL, FNC, SCAR, F2000 (булпап), ручний кулемет Minimi.
- Болгарія: модифікації Автомата Калашникова та Ручного кулемета Калашникова, виготовлені компанією Arsenal AD.
- Велика Британія: автоматичні гвинтівки Sterling SAR-87, SA80 (булпап).
- Італія: автоматичні гвинтівки AR70/90, Franchi mod. 641, SOCIMI AR-831.
- Німеччина: автоматичні гвинтівки HK33, HK53, HK23E, G41, G36, MG4, HK416, RH-70 (булпап), ручний кулемет Heckler & Koch HK21.
- Польща: автоматичні гвинтівки Kbk wz. 1996 Mini-Beryl, Beryl wz.96.
- Росія: автоматичні гвинтівки АК-101/102, АК-108, АК-12, A-91 (булпап).
- Сербія: автоматичні гвинтівки M85/M90, M21.
- Україна: автоматичні гвинтівки Форт-221,224 (булпап), Форт-227,228,229, ручний кулемет Форт-401 (виготовлені за ліцензією ізраїльської збройової компанії).
- Франція: автоматична гвинтівка FAMAS (булпап).
- Хорватія: автоматична гвинтівка VHS.
- Чехія: автоматична гвинтівка CZ-805.
- Швейцарія: автоматичні гвинтівки SIG SG 530, SG 540, SG 550.
- Швеція: автоматична гвинтівка Ak 5.

## Америка
- Аргентина: FARA 83.
- Бразилія: IMBEL MD2, LAPA FA-03.
- Канада: Colt Canada C7, C8.
- Колумбія: FaB 556.
- Мексика: FX-05 Xiuhcoatl.
- Перу: FAD, Diseños Casanave SC-2005.
- США: автоматичні гвинтівки M16, M4, SCAR, ручний кулемет M249.

## Азія та Океанія
- Австралія: F88 Austeyr, F89 Minimi.
- Грузія: G5 carbine.
- Ізраїль: автоматичні гвинтівки Galil, TAR-21, ручний кулемет Negev.
- Індія: INSAS.
- Індонезія: PINDAD, SS1, SS2.
- Іран: KH-2002.
- Китай: QBZ-97, QBZ-03, CQ 5.56, QBB-97, KBU-97A.
- Малайзія: VB Berapi LP06.
- Південна Корея: K2, K3, K11.
- Сінгапур: SR-88, SAR-21, Ultimax 100.
- Таїланд: Rung Paisarn RPS-001, Type 11.
- Тайвань: T65 Rifle, T86 rifle, T91 Rifle.
- Туреччина: Safir T-15, Safir T-17.
- Філіппіни: MSSR, PVAR, Special Operations Rifle (SOAR).
- Японія: Howa Type 89.

## Африка
- Південно-Африканська Республіка: R4, Truvelo Raptor, Vektor CR-21, Mini-SS.